# Très-Précieux-Sang-de-Notre-Seigneur
Très-Précieux-Sang-de-Notre-Seigneur est une ancienne municipalité de paroisse du Québec, située dans le comté de Nicolet dans la province de Québec au Canada. Elle a existé de 1904 à 1965, et son territoire constitue aujourd'hui le secteur Précieux-Sang de la ville de Bécancour.

## Histoire
Le secteur appelé le petit Missouri de Bécancour commence à se développer en 1812 avec la construction d'un moulin à scie et d'un moulin à farine appartenant à Ezekiel Hart, seigneur de Bécancour. Deux autres moulins sont construits par Charles Derouin en 1858 et 1860. Petit à petit, des colons s'établissent pour travailler la terre et la forêt. En 1903, une paroisse est fondée, mais cela se fait dans la controverse puisqu'un vote tenu à ce sujet résulte en 49 voix pour et 47 contre. La municipalité de paroisse est constituée en 1904, détachée des territoires de Saint-Grégoire-le-Grand, de Bécancour et de Saint-Célestin.
Le 17 octobre 1965, la municipalité de paroisse a été fusionnée avec d'autres municipalités pour former la ville de Bécancour qui résultait ainsi de la fusion des villages de Bécancour, de Gentilly, de Larochelle, de Laval et de Villers ainsi que des municipalités de paroisse de Bécancour, de Sainte-Angèle-de-Laval, de Saint-Édouard-de-Gentilly, de Sainte-Gertrude, de Saint-Grégoire-le-Grand et de Très-Précieux-Sang-de-Notre-Seigneur.